# NGC 6883
NGC 6883 est un amas ouvert situé dans la constellation du Cygne. Il a été découvert par l'astronome britannique John Herschel en 1828.
La taille apparente de l'amas est de  35 minutes d'arc, ce qui, compte tenu de la distance égale à environ 3 kpc (∼9 780 al) et grâce à un calcul simple, équivaut à une taille réelle de 100 al.

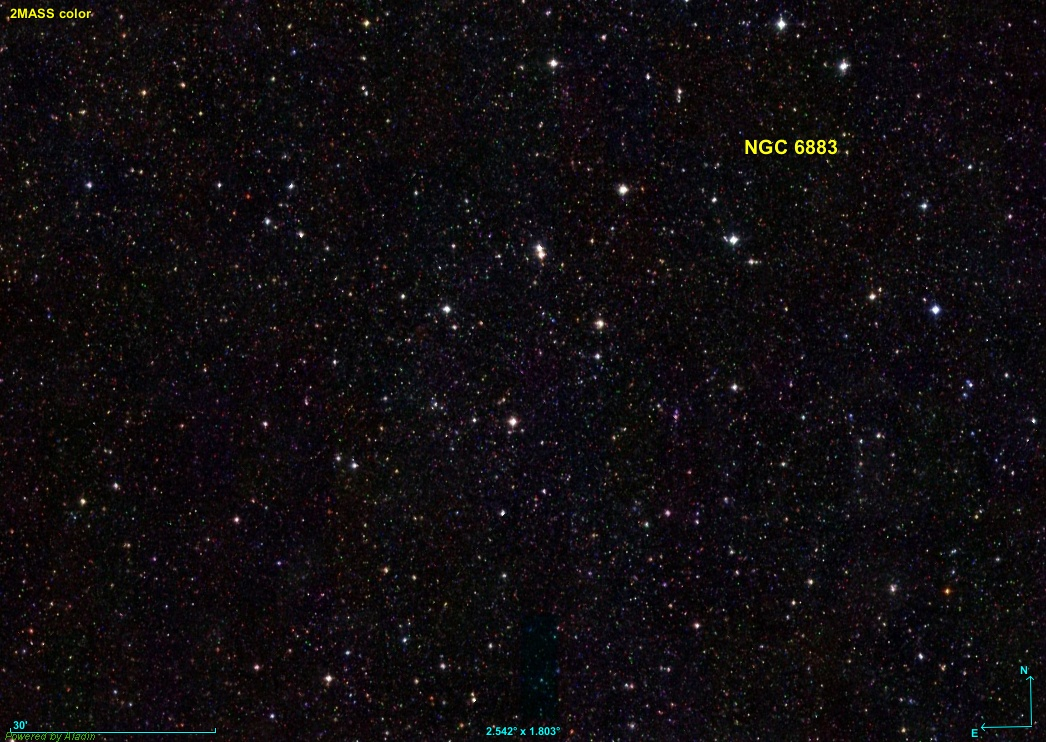
L'amas en infrarouge par le relevé 2MASS.

Selon la classification des amas ouverts de Robert Trumpler, cet amas renferme moins de 50 étoiles (lettre p),, dont la concentration est forte (I) et dont les magnitudes se répartissent sur un grand intervalle(le chiffre 3),. Le site Lynga est d'un avais fort différent le classant comme IV 2 m, donc ayant entre 50 et 100 étoiles, dont la concentration est faible et dont les magnitudes se répartissent sur un intervalle moyen. Pourtant le même site indique que NGC 6883 renferme 30 membres, mais les images obtenues du relevé 2MASS ou DSS semblent lui donner raison quant à la concentration qui n'est guère élevée.

## Observation
Avec une magnitude visuelle de 8,0, l'amas n'est pas visible à l'œil nu, mais on peut l'observer avec des jumelles dont l'ouverture est de 40 à 50 mm ou avec un petit télescope.

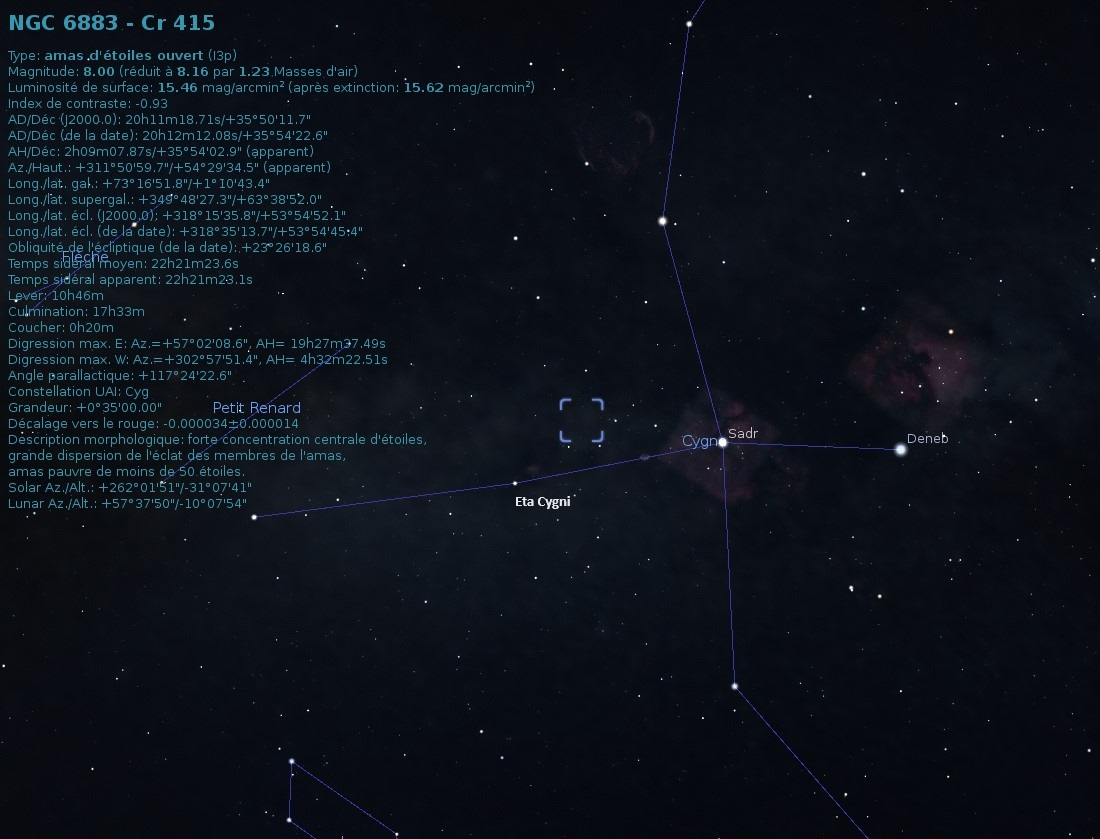
Emplacement de NGC 6883 dans la constellation du Cygne.

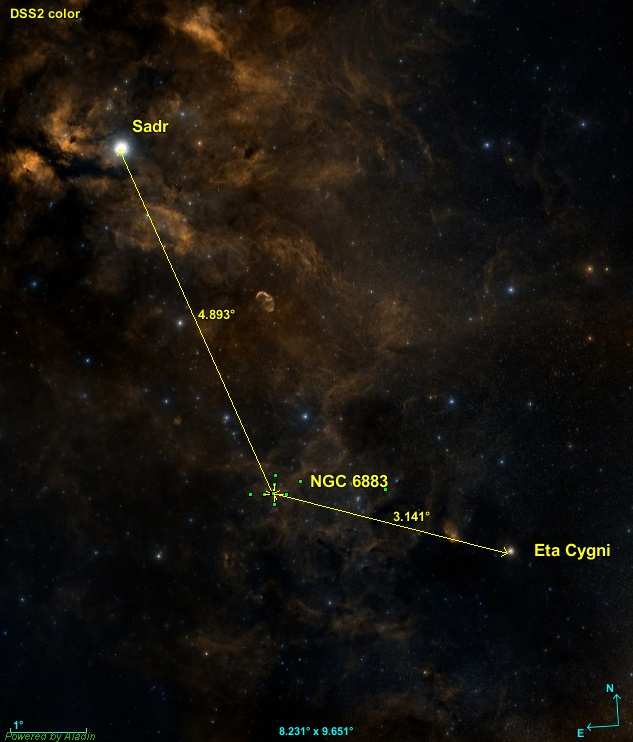
Position de NGC 6883 par rapport aux étoiles Sadr et Eta Cygni.

NGC 6883 est à environ 3,1° au nord-est de d'Eta Cygni et à quelque 4,9° au sud-ouest de Sadr.

## Caractéristiques

### Distance et vitesse
Trois valeurs de la distances dont deux identiques sont indiquées sur la base de données : 2 908 pc et 1 380 pc,. Cependant, une publication très récente (2023 basée sur les mesures de la parallaxe par le satellite Gaia (Gaia EDR3) indique une distance de ≈3 kpc, une distance semblable à celle Loktin et Popova. Les auteurs de cette étude ont choisi trois amas ouverts répertoriés dans le « UBC catalogue ». Selon cette étude, l'un de ces amas, UBC 103, âge d'environ 70 millions d'années et à une distance de ≈3 kpc, forme un amas binaire avec NGC 6883.
Deux vitesses sont indiquées sur Simbad pour cet amas : −10,30 ± 4,33 km/s et  −10,50 ± 4,4 km/s.